# Hôtel de Montmor
L'hôtel de Montmor, hôtel de Montmort ou hôtel de Montholon est un hôtel particulier  situé 79 rue du Temple dans le 3e arrondissement de Paris construit vers 1630, inscrit monument historique en 1925 .

## Histoire
Jean Habert de Montmor, trésorier de l’Épargne achète en 1623 quatre maisons qu’il fait démolir pour y bâtir un hôtel.
Son fils, Henri Louis Habert de Montmort qui en hérite en 1641 y héberge l’abbé philosophe Pierre Gassendi et organise des réunions hebdomadaires  auxquelles participent des scientifiques français et étrangers, notamment Roberval, Guy Patin, Christian Huyghens, qui y exposent leurs découvertes formant, l’académie montmorienne, une des académies privées à l’origine de l’Académie des sciences fondée en 1666.
Molière vient y lire  sa pièce Tartuffe après l’interdiction de la pièce par le roi en 1664.
L’hôtel est acquis dans une vente aux enchères en 1751 par Laurent Charron. Son fils, fermier général, fait remanier la demeure en 1752-1754.
Sa veuve Catherine-Marguerite  de Mortier et son gendre François de Montholon dont le nom désigne parfois l’hôtel  y résident de 1770 à 1790.
L’hôtel est occupé au  XIXe siècle par des entreprises, fabrique de bougies à partir de 1838 par Louis-Adolphe de Milly, puis  fabrique de bijoux.
L’hôtel est restauré en 1999.

## Description

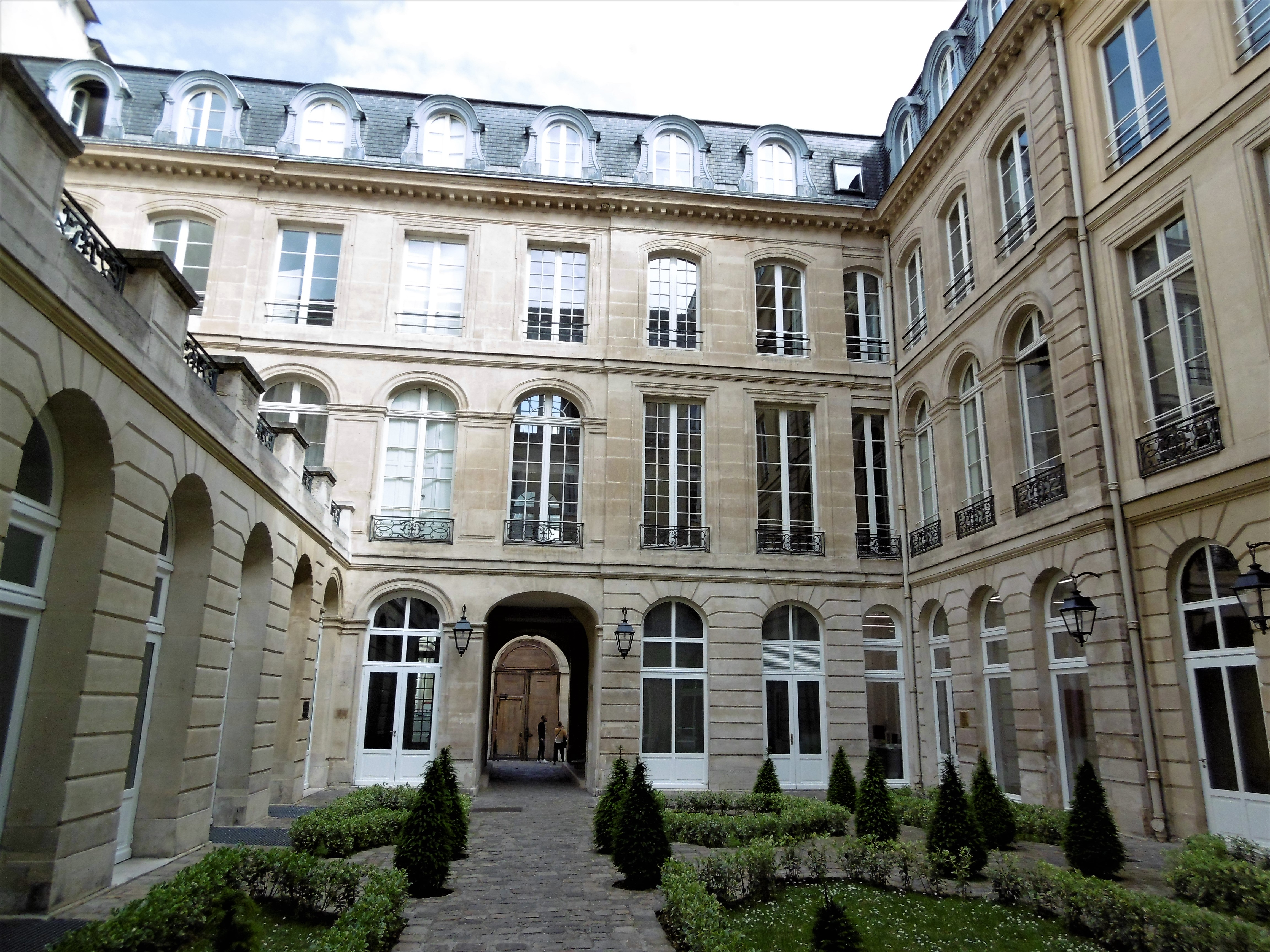
Jardin.
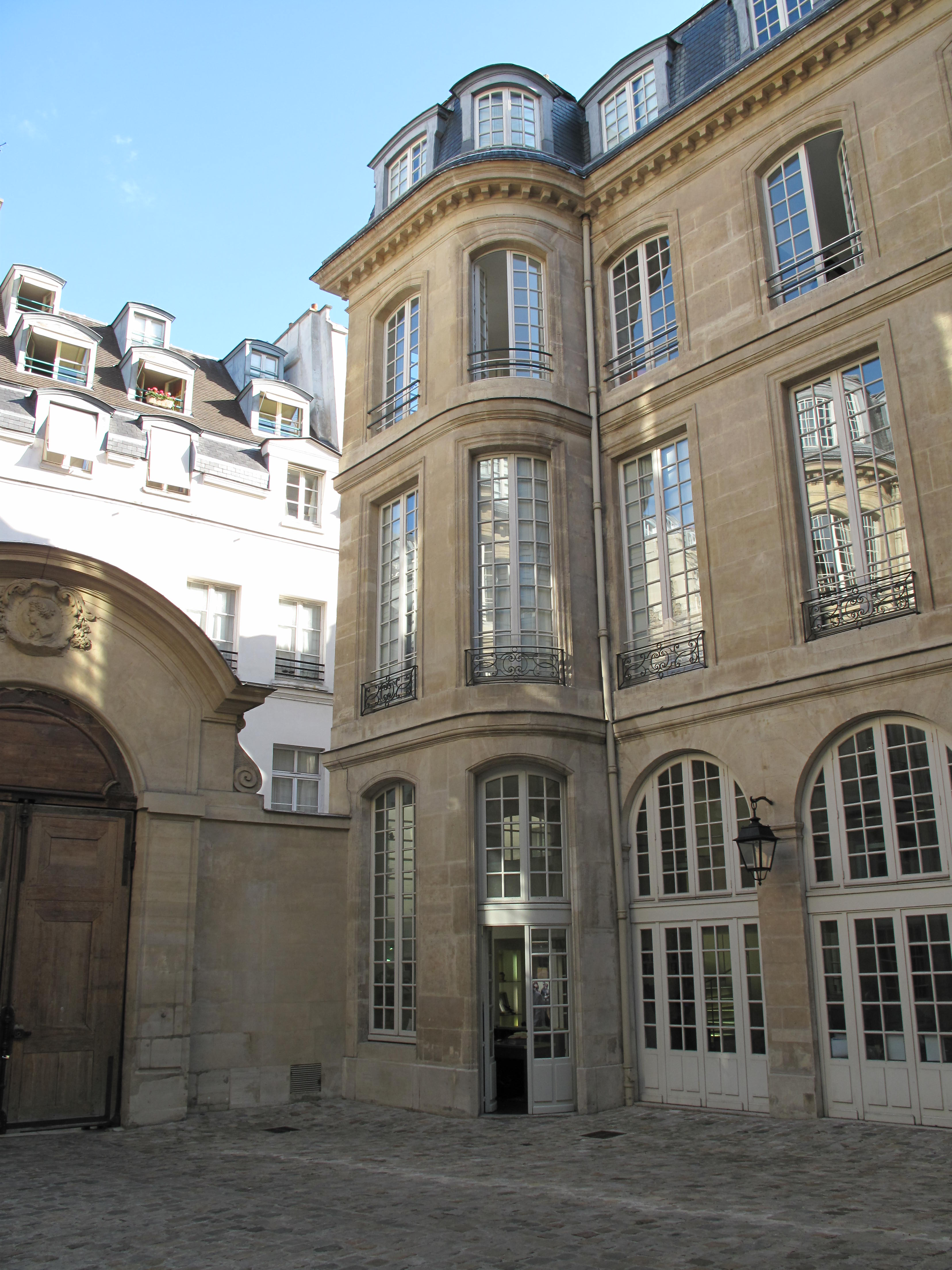
Aile sud.

Le porche à refends est orné d’un mascaron d’homme coiffé d’un casque à plumes et de deux consoles accostées de deux ailerons. La cartouche au revers du portail représente Madame Charron de profil.
La façade du corps de logis de la cour comprend une fenêtre cintrée surmontée d’un fronton triangulaire où est représenté un enfant tenant un miroir, allégorie de la Vérité accompagné d’une chouette animal favori de Minerve, symbole de la connaissance rationnelle.
La cour est bordée de deux ailes. Celle  du nord est pourvue d’une méridienne qui marque, non toutes les heures de la journée mais seulement l’heure de midi et celles qui la précédent et la suivent. La courbe en 8 inventée par l’astronome Jean-Paul Grandjean de Fouchy répertorie les différents points de midi en temps moyen local.
Le passage ouvert en 1840 qui remplace l’ancien vestibule  donne accès au jardin très réduit par des bâtiments construits au milieu du XIXe siècle dans le style de l’hôtel.
L’escalier d’honneur qui s’ouvre dans ce passage comporte une rampe en fer forgé à motifs de fleurons et pilastres.

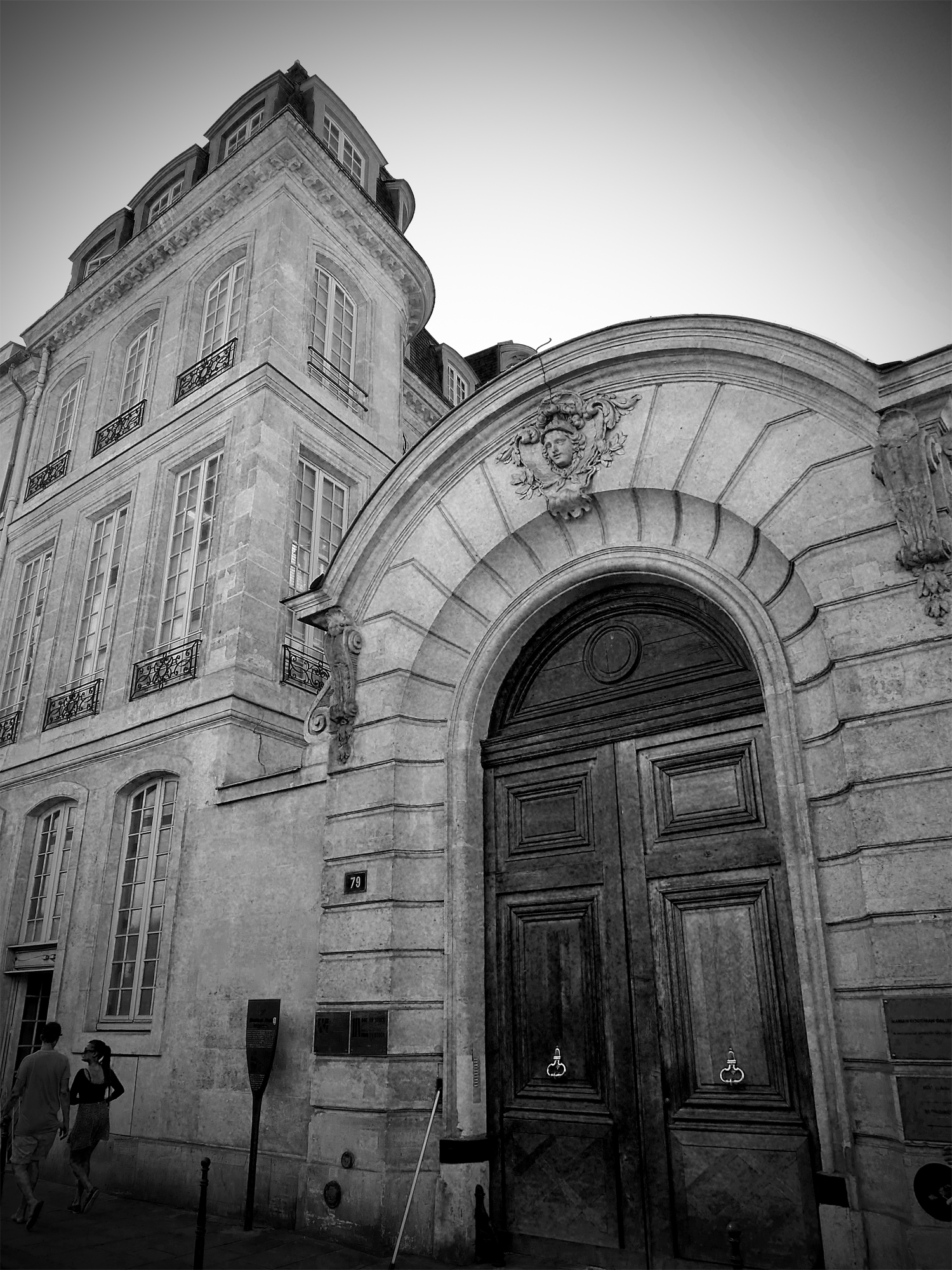
Entrée, rue du Temple.
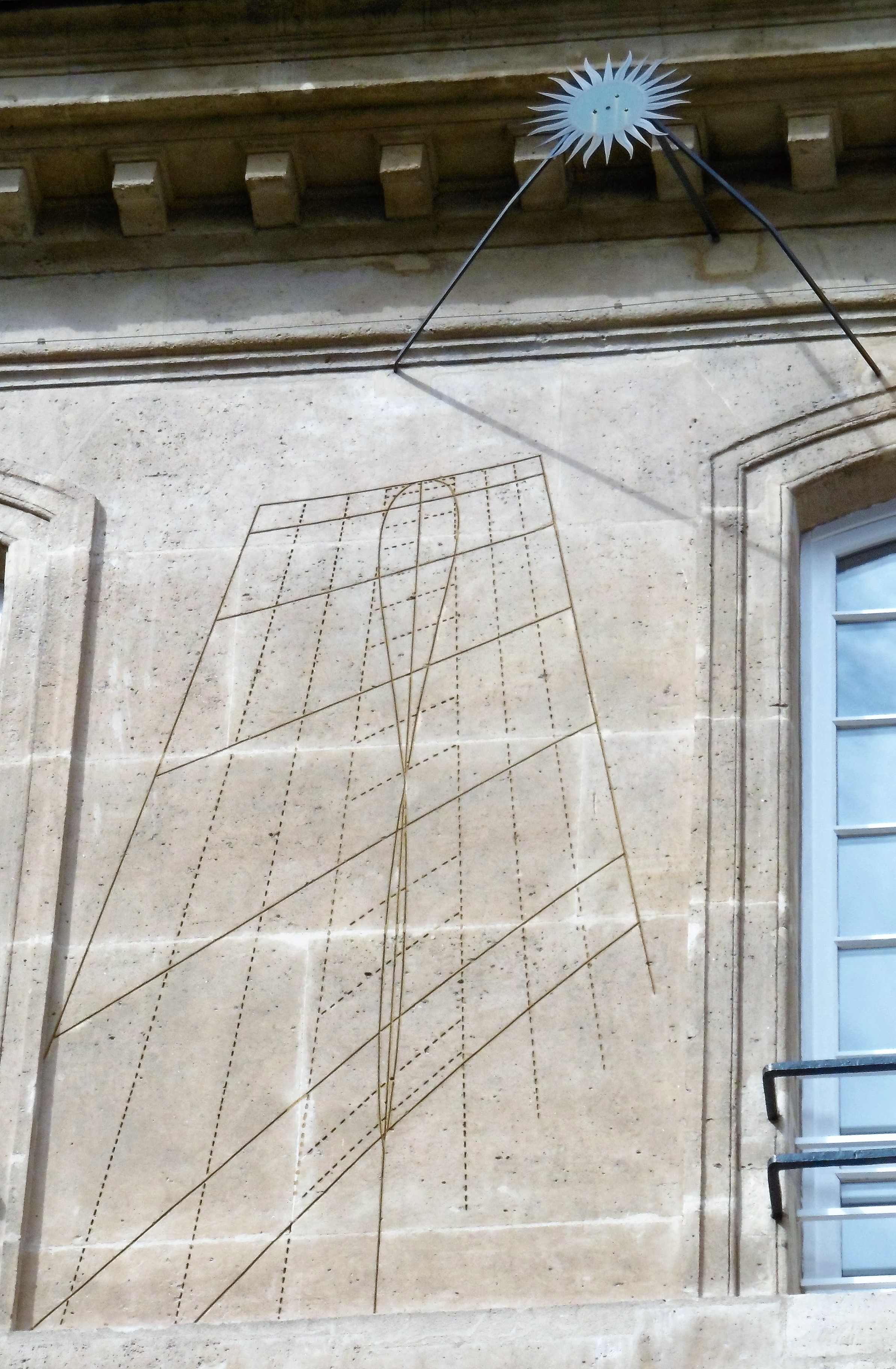
Cadran solaire.
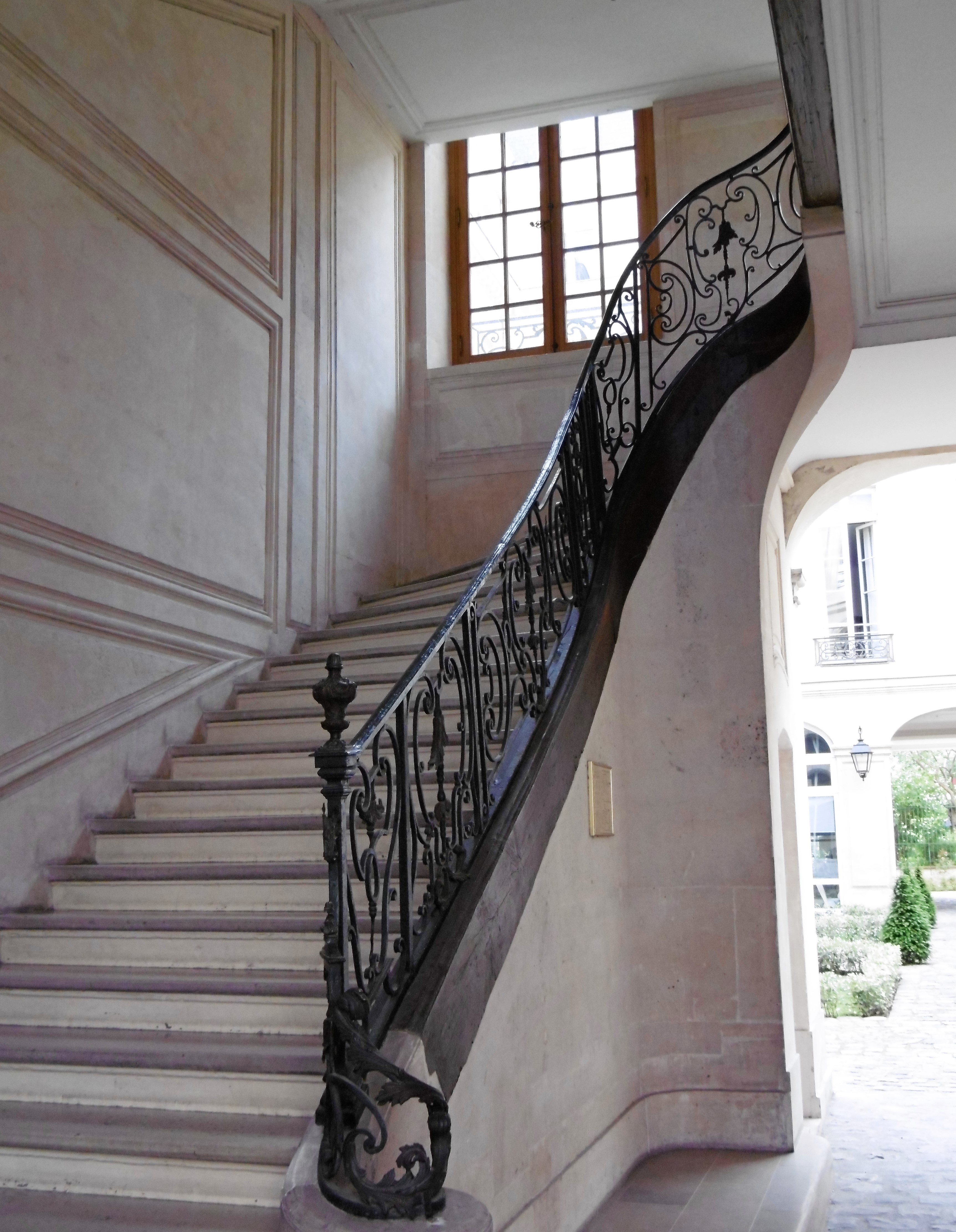
Escalier.

- Jardin.
- Aile sud.